# Святое семейство (картина Шонгауэра)
«Святое семейство» (нем. Heilige Familie) — картина немецкого живописца Мартина Шонгауера (1450/53—1491). Создана приблизительно между 1480 и 1490 годами. Хранится в Музее истории искусств, Вена (инв. №GG 843).

## Описание
Шонгауэр во второй половине XV века работал в г. Кольмар (Эльзас), где он познакомился с фламандским искусством, и, путешествуя, с произведениями таких художников, как Рогир ван дер Вейден, Дирк Баутс, Гуго ван дер Гус. Этот опыт привёл художника к изображению рафинированной перспективы, а также к тщательной передаче деталей, как, например, книги на коленях Девы Марии, корзины с виноградом, символом вина евхаристии (то есть крови Иисуса), отрешённой нежности Марии и Иосифа. Художник мастерски трактует мельчайшие детали чётких и ясных линиях одежды Марии, фигуры младенца и Иосифа.
В «Святом семействе», несмотря на всю зависимость этой картины от экспрессивных форм Рогир ван дер Вейдена, тёплый свет, глубокий и сияющий колор, который даёт тень, взаимопроникающие линии складок и детально прорисованный набор «графических» форм создают вполне индивидуальную, доверительную, комфортную атмосферу, полностью отличающуюся от образцов, которым следовал художник.
До 1865 года картина находилась в коллекции Йозефа Даниэля Бема в Вене; того же года была выкуплена для императорской коллекции.

## Ссылка
- На Викискладе есть медиафайлы по теме Святое семейство (картина Шонгауэра)